# Prime Tower
Prime Tower – wieżowiec w Zurychu w Szwajcarii. Jego wysokość wynosi 126 metrów. Budynek był najwyższym wieżowcem w Szwajcarii w latach 2011–2015. Wieżowiec znajduje się w pobliżu stacji kolejowej Hardbrücke.

## Galeria

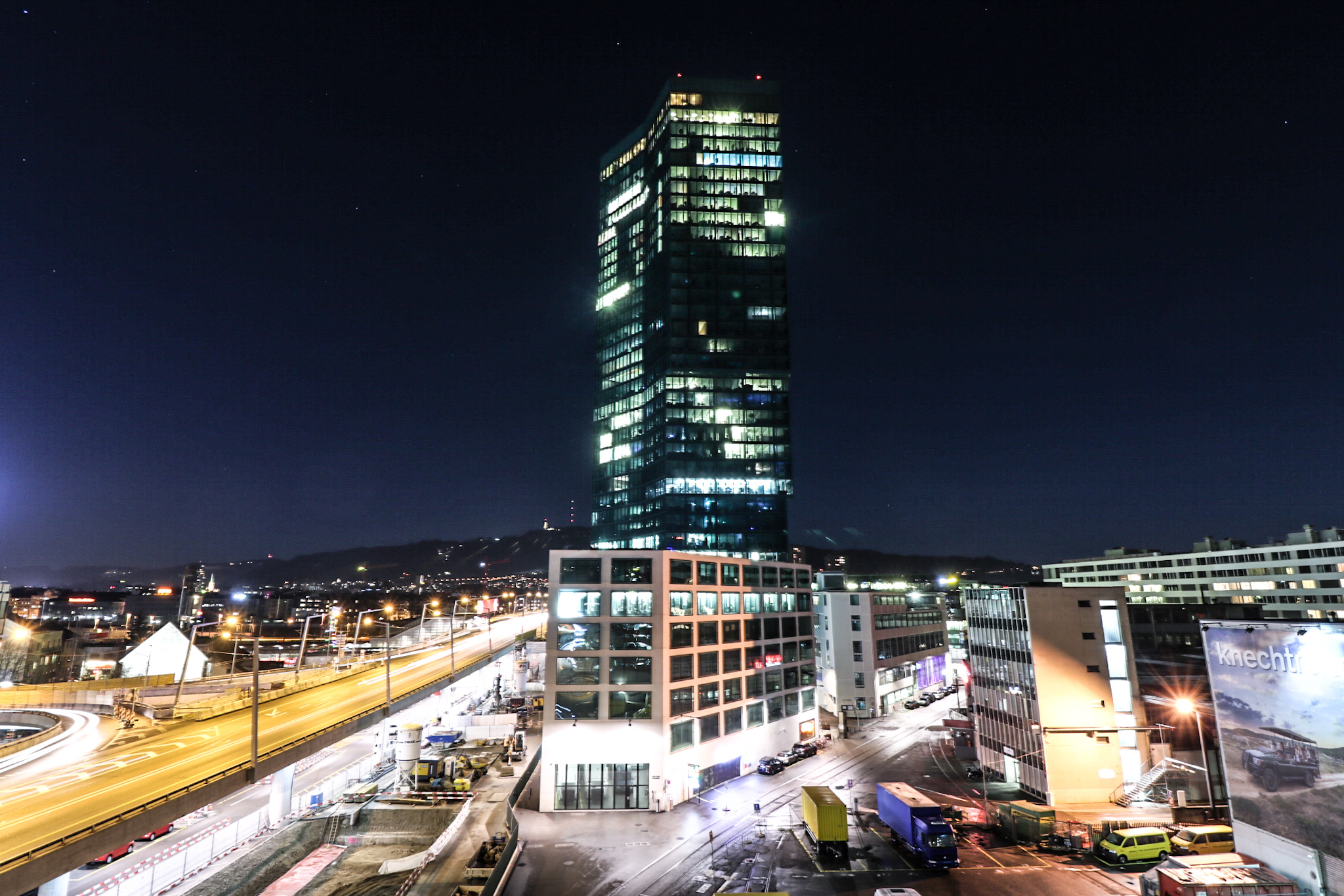
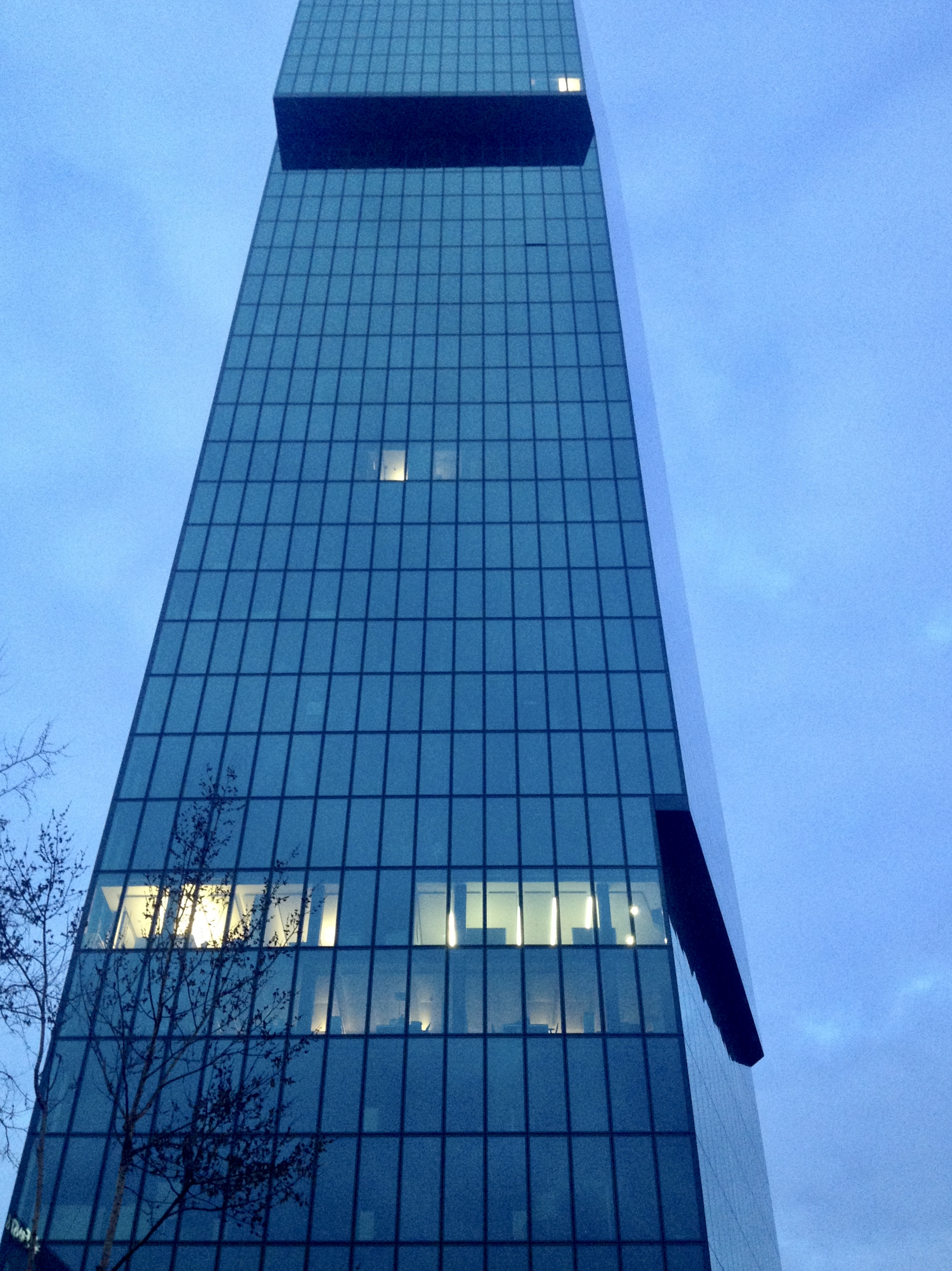
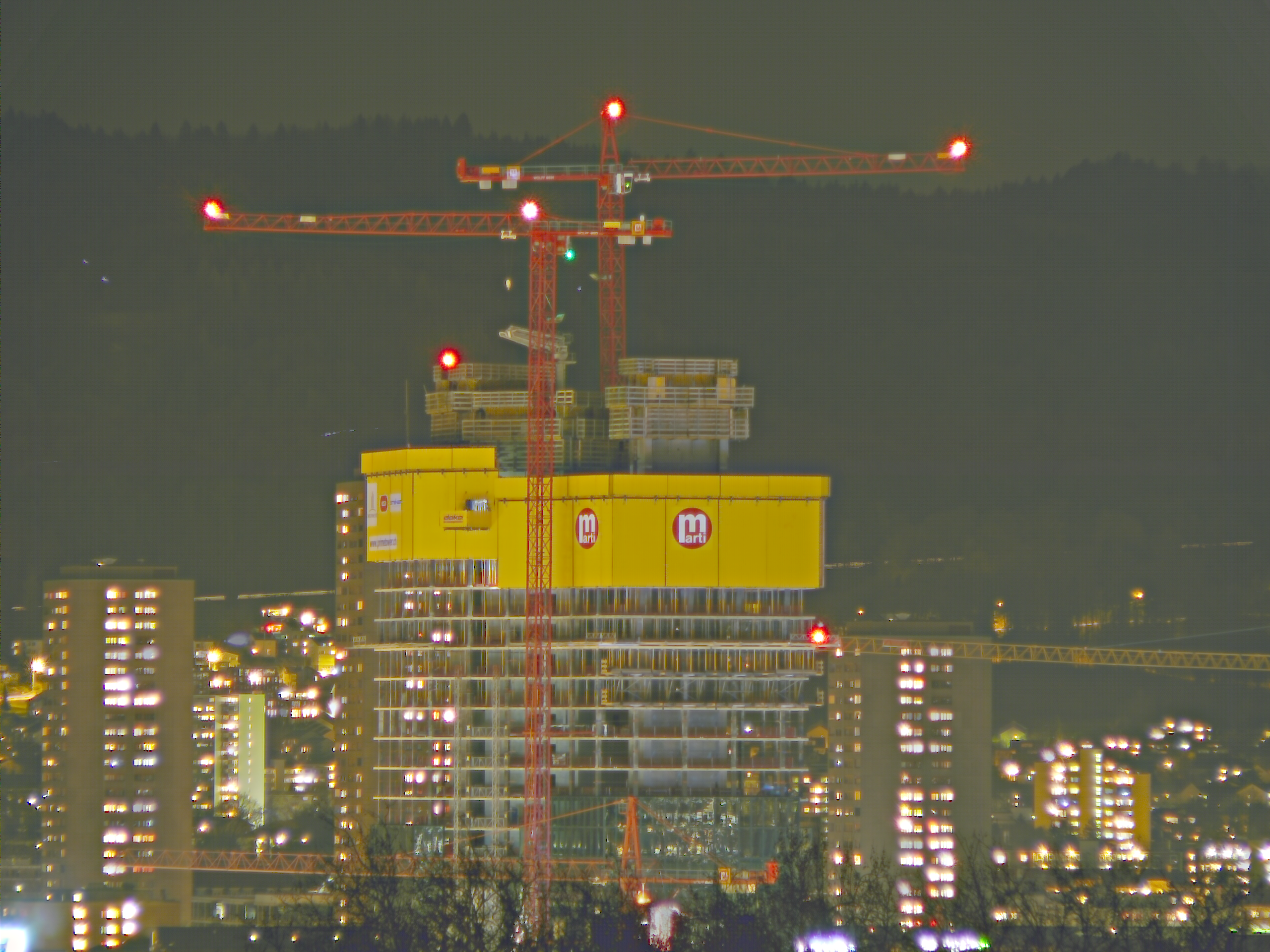